# Ашчъсу (приток на Шаган)
Ашчъсу (на казахски: Ащысу; на руски: Ащысу) е временна река, протичаща по територията на Казахстан (Източноказахстанска област), десен приток на Шаган (ляв приток на Иртиш). Дължина 349 km. Площ на водосборния басейн 18 100 km².
Река Ашчъсу води началото си от североизточните склонове на хребета Чингизтау (източната част на Казахската хълмиста земя), на около 30 km северозападно от град Аягуз, на 1050 m н.в.. Тече в северна посока по източната периферия на Казахската хълмиста земя и се влива отдясно в река Шаган (ляв приток на Иртиш), на 305 m н.в.. Ежегодно пресъхва почти по цялото си протежение. Има предимно снежно подхранване. Среден годишен отток при село Ушбик 0,34 km³/s.